# Gabrielle Sed-Rajna
Gabrielle Sed-Rajna (geboren 6. Juli 1927 in Budapest; gestorben 8. Januar 2008 in Paris) war eine französische Kunsthistorikerin. Sie galt als die „Grande Dame“ der jüdischen Kunstgeschichte.

## Biographie
Gabrielle Sed-Rajna kam 1948 nach Paris. Sie wurde 1987 Direktorin der hebräischen Abteilung des Institut de Recherche et d’Histoire des Textes am Centre national de la recherche scientifique und lehrte an der École pratique des hautes études sowie am
Institut d’Etudes Juives (Martin-Buber-Institut) der Université libre de Bruxelles.

## Werke (Auswahl)
- Manuscrits Hébreux de Lisbonne. Centre National de la Recherche Scientifique, Paris 1970.
- L’Art Juif, Orient et Occident. Flammarion, Paris 1975. Deutsch: Die jüdische Kunst. Herder Freiburg. 1997.
- Iconographical Index of Hebrew Illuminated Manuscripts. I–IV. Centre National de la Recherche Scientifique.
- A Maimuni Kodex. Académie des Sciences de Budapest, Budapest 1980.
- Le Mahzor Enluminé: Les Voies de Formation d’un Programme Iconographique. E. J. Brill, Leiden 1983.
- La Bible Hebraïque. Deutsch: Die Hebräische Bibel in Bilderhandschriften des Mittelalters. Propyläen, Frankfurt/Main, Berlin 1987.
- The Kaufmann Haggadah. Académie des Sciences de Hongrie, Budapest 1990.
- Rashi, 1040–1990: Hommage à Ephraim E. Urbach. Paris 1993.
- Les Manuscrits Hébreux Enluminés des Bibliothèques de France. Peeters, Paris 1994.
- La Bible. Citadelles & Mazenod, Paris 1998.
- L’ABCdaire du Judaïsme. Flammarion, Paris 2000.
- Ebraismo: Piccola enciclopedia. Rizzoli, Genf 2003.